# (29312) 1994 BL4
1994 بي أل 4 (ويعرف أيضًا باسم (29312) 1994 بي أل 4 وفق تسمية الكوكب الصغير) (بالإنجليزية: 1994 BL4)‏ هو كويكب ضمن حزام الكويكبات؛ وترتيبه 29312 من حيث الاكتشاف.
اكتُشف هذا الجُرم الفلكي بواسطة تاكيشي أوراتا ‏ في 21 يناير 1994.

## وصلات خارجية
- (29312) 1994 BL4 في قاعدة بيانات مختبر الدفع النفاث لأجرام النظام الشمسي الصغيرة

- الاكتشاف · مخطط المدار ·  العناصر المدارية · المعلمات المادية

- (29312) 1994 BL4 على موقع ويكي سكاي: DSS2, SDSS, GALEX, IRAS, Hydrogen α, X-Ray, Astrophoto, Sky Map, Articles and images